# Elsenheim
Elsenheim – miejscowość i gmina we Francji, w regionie Grand Est, w departamencie Dolny Ren.
Według danych na rok 1990 gminę zamieszkiwało 637 osób, 66 os./km².

## Współpraca
Miejscowość partnerska:
- Wortegem-Petegem, Belgia